# Bandeira de Bornholm

Bandeira de Bornholm

Outra versão da bandeira

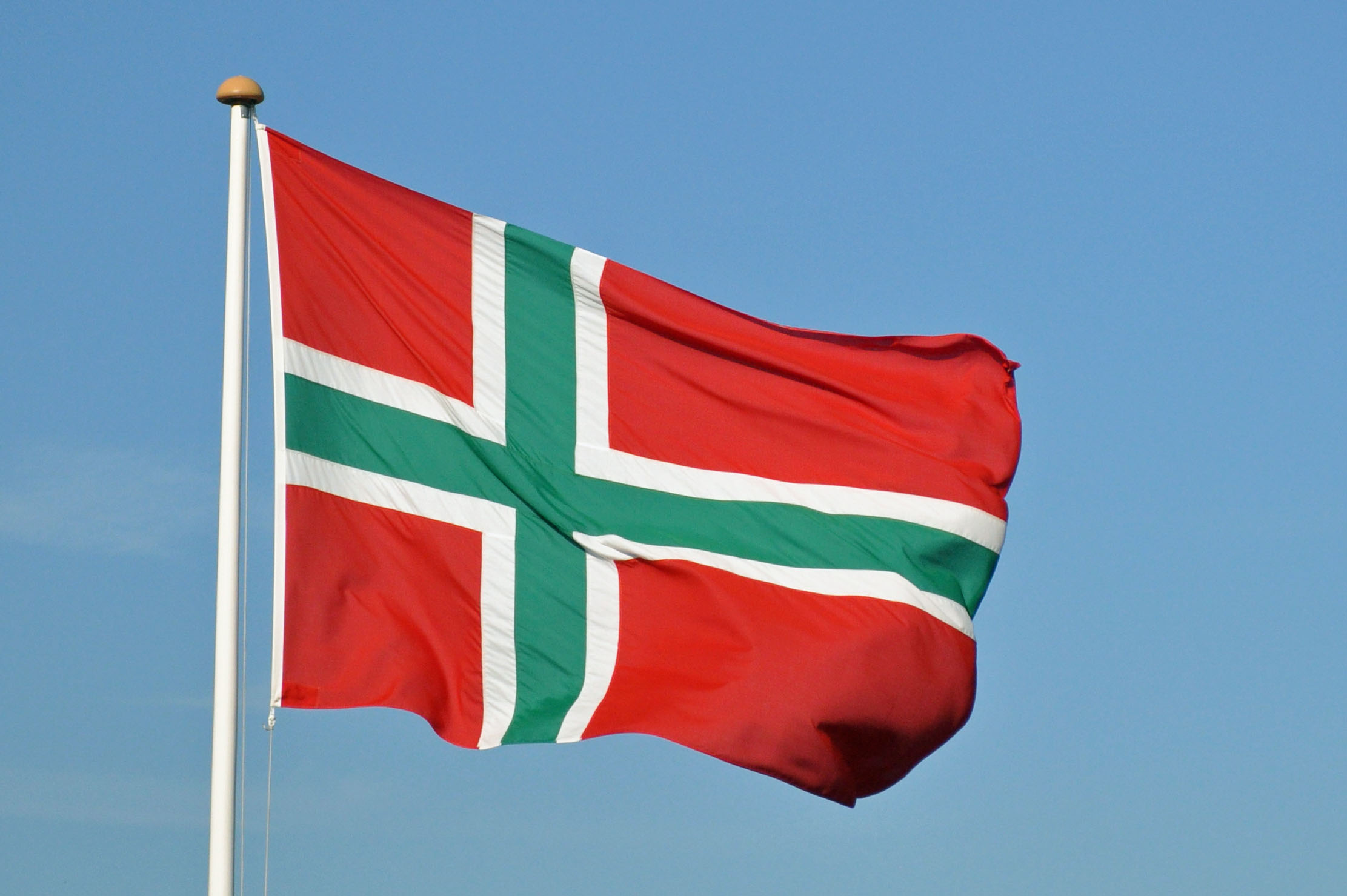
A bandeira de Bornholm tremulando

A bandeira de Bornholm surgiu em meados da década de 1970, tendo sido criada por um pintor local chamado Bent Kaas. Embora utilizada, não é reconhecida oficialmente. É usada principalmente como souvenir para turistas, unidades militares em exercício dentro do território dinamarquês e em missões estrangeiras, bem como por marinheiros alemães em visita à ilha.
É composta pela bandeira da Dinamarca com uma cruz nórdica verde no centro. O verde simboliza a paisagem naturalmente verdejante da ilha.